# Connection-Oriented Network Protocol

Connection-Oriented Network Protocol (CONS) est un protocole du modèle OSI fournissant un service en mode avec connexion, l'autre s'appelle CLNS (Connectionless Network Protocol). Il s'agit au fond du X.25.